# Käppchen-Morchel
Die Käppchen-Morchel (Morchella semilibera, Syn.: Morchella gigas), auch Glocken-Morchel oder Halbfreie Morchel genannt, ist eine Schlauchpilzart aus der Gattung der Morcheln (Morchella). Sie ist Teil eines kleinen Artenaggregats von Spitzmorcheln (Morchella sect. Distantes subsect. Papyraceae) mit halbfreiem Hut (mindestens ein Drittel des Hutes geht über die Anwuchsstelle des Stiels hinaus).

## Merkmale
Die Käppchen-Morchel bildet 10 bis 20 Zentimeter hohe, in Kappe und Stiel gegliederte, hohle Fruchtkörper (Komplexapothecien). Der Hutteil ist im Vergleich zum Stiel klein, käppchenförmig und nur die obere Hälfte ist mit dem Stiel verwachsen. Er ist durch mehr oder weniger senkrecht verlaufende Längsrippen und unregelmäßige, schwächer ausgebildete Querrippen gegliedert, die dem Hut eine wabenähnliche Struktur verleihen. Die Hutoberfläche ist hell- bis dunkelbraun, die Längsrippen schwärzen im Verlauf der Reifung des Fruchtkörpers. Der Stiel wird 4 bis 8 Zentimeter lang und 1 bis 3 Zentimeter breit, er ist hohl und dünnfleischig, zerbrechlich und an der Basis etwas verdickt. Er ist etwas grubig, zunächst weißlich und wird im Alter blass lederfarben. Die Oberfläche ist mit feinen pusteligen Körnchen bedeckt.

## Verbreitung
Die Käppchenmorchel ist eurasiatisch verbreitet. Ihr Verbreitungsareal erstreckt sich im Südwesten von Spanien (Andalusien) über ganz Europa, Kleinasien bis nach Indien.

## Ökologie
Die Käppchen-Morchel hat eine sehr breite ökologische Potenz. Sie wächst in feuchten, humusreichen Wiesen, in Gärten, Parks, Wäldern und an Bächen. Die Fruchtkörper erscheinen in Mitteleuropa von April bis Mai.

## Systematik
Die Käppchen-Morchel gehört zusammen mit vier weiteren Arten zur Untersektion Morchella subsect. Papyraceae (als Teil der Sektion Morchella sect. Distantes). Hierbei sind innerhalb dieser Subsektion die drei eurasiatisch verbreiteten Arten Morchella semilibera, Morchella iberica und Morchella pakistanica nah miteinander verwandt und bilden eine Schwestergruppe zu den beiden nordamerikanischen Vertretern Morchella populiphila und Morchella punctipes.

## Verwechslungsmöglichkeiten (in Europa)
Die Käppchen-Morchel kann durch ihren kleinen, käppchenförmigen Hut, der am Rand frei über dem Stiel absteht (ungefähr die Hälfte des Hutes steht über) leicht von anderen Morcheln wie z. B. der Spitz-Morchel oder der Speise-Morchel unterschieden werden. Die Runzel-Verpel kann durch ihren ebenfalls überstehenden Hut recht ähnlich aussehen. Ihr Hut ist aber mehr gerunzelt als wabenförmig gerippt und zudem nur an der Spitze am Stiel angewachsen, sodass er fast ganz über den Stiel hinausreicht. Der Stiel ist zudem im Schnitt locker wattig gefüllt, später hohl und hat eine kleiig genatterte (statt punktierte) Oberfläche. Mit dem Mikroskop kann die Runzel-Verpel sehr leicht an den zweisporigen Asci mit sehr großen Sporen erkannt werden.
Besonders ähnlich sind die nah verwandten Arten Morchella iberica, Morchella pakistanica, Morchella populiphila und Morchella punctipes.
Weder Morchella pakistanica noch Morchella punctipes sind bislang in Europa nachgewiesen worden. Eine Verwechslung mit der Käppchen-Morchel ist daher nach aktuellem Stand in Europa aufgrund der unterschiedlichen Verbreitungsareale nicht möglich. Mit Hilfe der Barcoding-Region ITS (rDNA) ist eine Unterscheidung aller fünf bisher bekannten halbfreien Morcheln (Morchella subsect. Papyraceae)  möglich.
Morchella iberica ist neben Morchella semilibera die einzige in Europa heimische Vertreterin dieser Subsektion. Sie unterscheidet sich makroskopisch von der Käppchen-Morchel aufgrund des sich erst spät streckenden Stiels, wodurch der Fruchtkörper gedrungener wirkt, durch die für Morchella subsect. Papyraceae ungewöhnlich große Anzahl an Waben (über 20 Waben pro Blickrichtung) und den nur zu einem Drittel der Hutlänge freien Hut (bei der Käppchen-Morchel ist es ungefähr die halbe Hutlänge). Zudem sind die Sporen etwas kleiner als die der Käppchen-Morchel. Morchella iberica ist nach aktuellem Wissensstand eine mediterrane Art, die bisher aus Nordspanien und der Türkei (Antalya) bekannt ist.
Morchella populiphila, ursprünglich in Nordamerika heimisch, wurde durch Hybridpappelpflanzungen nach Europa (Spanien) und in die Türkei eingeschleppt. Sie unterscheidet sich von der Käppchenmorchel durch den sich ebenfalls wie bei Morchella iberica erst relativ spät streckenden Stiel. Zudem ist der Hut bei ihr zu zwei Dritteln frei. Mikroskopisch lässt sich Morchella populiphila anhand der Größe der sterilen Zellen an den Kanten der Rippen, durch die Ascuslängen und kleine Unterschiede in den Sporenmaßen unterscheiden.

## Bedeutung
Die Käppchen-Morchel ist essbar. Sie steht wie alle Morcheln in Deutschland unter Naturschutz und ist als Seltenheit zu schonen.